# Guillaume Bonnafond
Guillaume Bonnafond (* 23. Juni 1987 in Valence) ist ein ehemaliger französischer Radrennfahrer.

## Werdegang
Guillaume Bonnafond gewann 2005 die Gesamtwertung des Juniorenrennens Tour du Valromey. Im Jahr 2008 wurde Bonnafond Zweiter bei der Berner Rundfahrt und gewann die Gesamtwertung der Ronde de l’Isard d’Ariège.
Zur Saison 2009 unterschrieb Bonnafon einen Vertrag beim französischen ProTeam Ag2r La Mondiale, für das er Ende 2008 bereits als Stagiaire fuhr. Nach Ablauf der Saison 2018 beendete er seine Karriere. Er nahm insgesamt acht Mal an Giro d’Italia und Vuelta a España teil, startete aber bis nie bei der Tour de France. Seine besten Platzierung bei einer Grand Tour war der 26. Rang bei der Vuelta a España 2011.

## Erfolge
2005
- Gesamtwertung Tour du Valromey

2008
- Gesamtwertung und eine Etappe Ronde de l’Isard d’Ariège

## Grand Tours-Platzierungen
| Grand Tour            | 2009 | 2010 | 2011 | 2012 | 2013 | 2014 | 2015 | 2016 | 2017 | 2018 |
| --------------------- | ---- | ---- | ---- | ---- | ---- | ---- | ---- | ---- | ---- | ---- |
| Giro d’ItaliaGiro     | 87   | DNF  | –    | 90   | 107  | –    | –    | 54   | –    | –    |
| Tour de FranceTour    | –    | –    | –    | –    | –    | –    | –    | –    | –    | –    |
| Vuelta a EspañaVuelta | –    | 58   | 26   | –    | –    | –    | –    | –    | 88   | –    |